# 西田幸二
西田 幸二（にしだ こうじ、1962年9月12日 - ）は、日本の医学者。専門は、角膜疾患・再生医療。
大阪大学大学院医学系研究科脳神経感覚器外科学教授。

## 略歴
大阪大学医学部卒業。阪大眼科入局後、大阪大学、大阪厚生年金病院を経て、京都府立医科大学に助手として赴任。京都府立医科大学では木下茂教授のもと、角膜上皮幹細胞が消失する疾患群の病態の分子機構を解析し、新しい知見を次々と発見する。同時に遺伝子の発現を臓器別で分類するbody mapプロジェクトに参画し、ヒト角膜の遺伝子発現プロフィールの作成に成功する。続いて、遺伝性角膜疾患の原因遺伝子の探索に心血を注ぎ、ミースマン角膜上皮ジストロフィの原因遺伝子の発見に成功した。加えて、膠様滴状角膜ジストロフィ、斑状角膜ジストロフィの原因遺伝子の発見に寄与し、両者はネイチャー ジェネティクス誌に掲載された。これらの功績が称えられ、1997年に第2回ロートアワードを、そして1998年に日本眼科学会・学術奨励賞を受賞した。基礎的な研究に力を注ぐ一方で、臨床面では精力的に角膜移植をはじめとした外科的治療を行なってきた。角膜移植は、角膜が混濁して視力が失われた患者に光をもたらすことができる非常に有効な治療法であるが、当時、角膜移植には解決すべき問題が2つあった。その2つとは、慢性的なドナー不足と、従来の角膜移植では治療できない難治性の角膜疾患であり、いずれも角膜専門医の頭を悩ませる課題であった。そこで、この2つの問題を同時に解決しうる治療法として、角膜再生医療の開発に取り組むこととなった。
再生医療の開発に欠かせない幹細胞の研究を目的として、1998年に米国Salk研究所へ留学し、2000年に大阪大学に帰学する。大阪大学では、共同研究者の東京女子医科大学・岡野教授が開発した特殊な培養皿（温度応答性培養皿）を用いて、独自の培養上皮シートの作成に成功した。続いて、培養上皮シート移植による画期的な角膜再生医療法を開発し、世界に先駆けて臨床応用に成功した。この治療は、これまで有効な治療法がなかった難治性の角膜疾患患者に劇的な視力回復をもたらす革命的な治療法であった。この角膜上皮の再生医療はNew England Journal of Medicine誌に掲載され、世界的に高い評価を得ている。加えて、大阪大学21世紀COEへの参画や、附属病院・未来医療センターにおける臨床試験の施行など、意欲的に先進的なプロジェクトを推進し、これらの功績が称えられ、2005年にAlcon Award、2006年にPfizer Ophthamics Award Japanを受賞した。
2006年に東北大学眼科教授として赴任後は、これまでの角膜再生医療にさらなる発展を加え、角膜上皮、実質、内皮を含めた角膜全層再生プロジェクトにとりくむとともに、iPS細胞を用いた自家角膜再生治療法の開発を進めた。また、東北地方における再生医療発展のために、トランスレーションナルリサーチの拠点となる東北大学未来医工学治療開発センターの設立に尽力した。2009年には、これまでの功績が称えられ、文部科学大臣表彰科学技術賞研究部門を受賞した。2010年4月より大阪大学教授に就任し、現在に至る。

## 栄典
- 2025年4月 - 紫綬褒章[4]